# Matthew Ryan (jinete)
Matthew Morgan Ryan (conocido como Matt Ryan; Sídney, 3 de junio de 1964) es un jinete australiano que compitió en la modalidad de concurso completo.
Participó en dos Juegos Olímpicos de Verano, obteniendo en total tres medallas de oro, dos en Barcelona 1992, en las pruebas individual y por equipos (junto con David Green, Gillian Rolton y Andrew Hoy), y una en Sídney 2000, por equipos (con Phillip Dutton, Andrew Hoy y Stuart Tinney).
En 1993 fue condecorado con la Medalla de la Orden de Australia (OAM).

## Palmarés internacional
| Juegos Olímpicos | Juegos Olímpicos   | Juegos Olímpicos | Juegos Olímpicos |
| Año              | Lugar              | Medalla          | Categoría        |
| ---------------- | ------------------ | ---------------- | ---------------- |
| 1992             | Barcelona (España) | Medalla de oro   | Individual       |
| 1992             | Barcelona (España) | Medalla de oro   | Por equipos      |
| 2000             | Sídney (Australia) | Medalla de oro   | Por equipos      |